# Гојко Радовић
Гојко Радовић (Подгорица, 15. август 1911 — Титоград, 20. јул 1971) био је учесник Народноослободилачке борбе, друштвено-политички радник СР Црне Горе и народни херој Југославије.

## Биографија
Родио се у Подгорици 15. августа 1911. године. Рано је почео да ради као бријачки радник у једној приватној радњи. Од младости је био заинтересован за раднички покрет. Као председник подружнице бријачких радника изабран је за члана Међуструковног одбора у Подгорици. У Априлском рату борио се на албанском фронту. Од почетка Тринаестојулског устанка борио се у првим редовима у многим биткама међу којима је била и Пљеваљска битка. Прво је био у Зетском одреду, а затим у 2. чети 4. батаљона Пете пролетерске црногорске бригаде. Члан КПЈ постао је 1942. године.
Са Петом пролетерском бригадом је водио борбе око Бугојна. Са Марком Ђуровићем и Луком Вучинићем организовао је акције на планини Чемерници и у околини Скендер Вакуфа којим су четници уништени. Као командир вода руководио је нападом на Прозор током Четврте непријатељске офанзиве и после заузимања града похваљен је од команданта ове операције Саве Ковачевића. Четврта бригада у којој се налазио Радовић у борби код села Идбар добила је задатак да омогући пребацивање партизанских болница преко Прења ка Борачком кршу. Захваљујући храбрости Радовићевог вода, одбијено је 12 узастопних непријатељских јуриша, а Радовић је био рањен. Приликом борби на Плану у Херцеговини јединице 4. батаљона морале су да се повлаче, а он је са још неколико пушкомитраљезаца остао да штити одступницу. У борби је тешко рањен и остао је без ока. Спашен је у противнападу које су извеле партизанске јединице. Након тога се борио у редовима 6. дивизије КНОЈ−а. Из рата је изашао са чином мајора.
Након рата је радио у Секретаријату за унутрашње послове (СУП) Црне Горе све до пензионисања 1964. године.
Преминуо је изненада 20. јула 1971. у Титограду. Сахрањен је у Гробници народних хероја.
Носилац Партизанске споменице 1941. и других југословенских одликовања. Указом председника ФНР Југославије Јосипа Броза Тита, 27. новембра 1953. године, проглашен је за народног хероја.